# Ben Whishaw
Benjamin Whishaw [ˈbɛnd͡ʒəmɪn ˈwɪʃɔː], dit Ben Whishaw, est un acteur britannique né le 14 octobre 1980 à Clifton.
Salué pour son interprétation de Hamlet au théâtre, il est révélé au cinéma par le film Le Parfum (2006), incarnant le meurtrier Jean-Baptiste Grenouille, puis obtient les rôles principaux des séries Criminal Justice et The Hour, ainsi que de Bright Star de Jane Campion où il interprète le poète John Keats.
En 2012, il décroche le rôle du génie scientifique Q dans le 23e film de la saga James Bond, Skyfall, réalisé par Sam Mendes. Il reprend le personnage dans ses suites, 007 Spectre et Mourir peut attendre, sorties en 2015 et 2021. En parallèle, il double le personnage de l'Ours Paddington dans le film Paddington et sa suite (2017), d'importants succès commerciaux et critiques.
Il connaît également la consécration auprès de sa profession à la télévision, où il remporte à deux reprises le British Academy Television Award du meilleur acteur : en 2013 pour la minisérie The Hollow Crown, pour son rôle de Richard II, puis en 2023 pour son rôle d'obstétricien débordé dans This Is Going to Hurt.

## Biographie

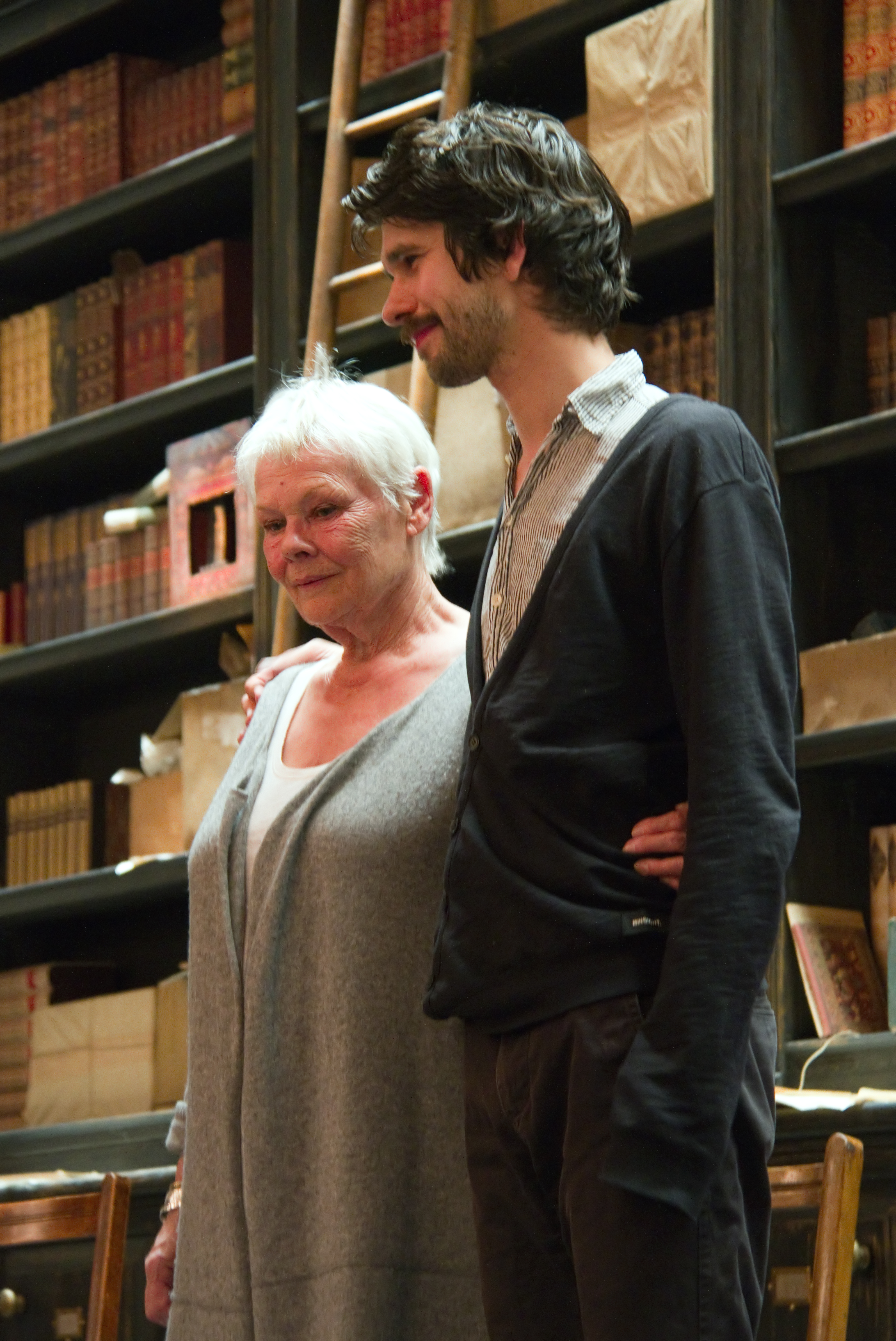
Ben Whishaw et Judi Dench dans la pièce Peter and Alice (2013).

Benjamin John Whishaw est le fils de Linda Hope et Jose Whishaw qui divorcent lorsqu'il a sept ans. Il grandit dans le Bedfordshire avec son frère jumeau, James.
En 1999, il tient des rôles secondaires dans deux films, La Tranchée de William Boyd et Mauvaise Passe de Michel Blanc, avant d'entrer à la Royal Academy of Dramatic Art, où il obtient un diplôme au printemps 2003.
Interprétant le rôle-titre de My Brother Tom (cy) de Dom Rotheroe en 2001, il joue aussi dans Délires d'amour, adaptation du roman Enduring Love de Ian McEwan réalisée par Roger Michell, puis en 2003 dans la comédie dramatique télévisée The Brooze Cruise. Il fait ensuite ses débuts dans le West End au Royal National Theatre, dans la pièce His Dark Materials adaptée de l'œuvre À la croisée des mondes de Philip Pullman. En 2004, son interprétation d'Hamlet dans la version revisitée par Trevor Nunn à l'Old Vic est particulièrement remarquée.
En 2006, il est à l'affiche du film Le Parfum, histoire d'un meurtrier, adaptation du roman de Patrick Süskind, alors que des acteurs confirmés comme Leonardo DiCaprio ou Orlando Bloom étaient pressentis. Ce rôle lui vaut une reconnaissance internationale. Il joue par la suite dans le film biographique sur Bob Dylan, I'm Not There, réalisé par Todd Haynes.

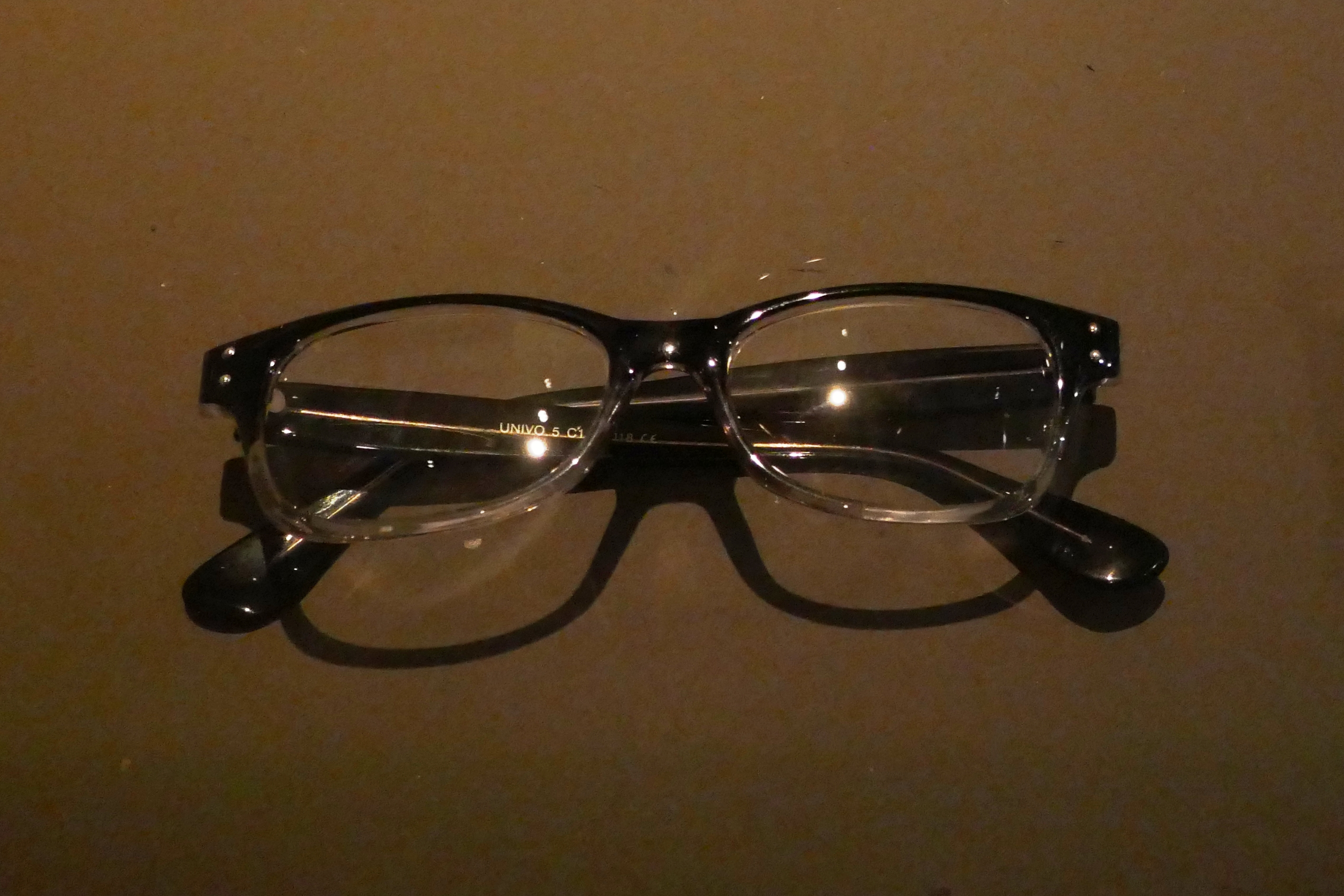
Les lunettes de Q, interprété par Ben Whishaw dans 007 Spectre.

En 2009, il incarne le poète anglais John Keats dans Bright Star de Jane Campion. En 2012, il interprète le rôle de « Q » dans Skyfall, film de la série James Bond, succédant à Peter Burton, Desmond Llewelyn et John Cleese (qui lui interprétait R, le successeur du Q de Desmond Llewelyn).
La même année, il joue le rôle de Robert Frobisher dans le film Cloud Atlas de  Tom Tykwer et Lilly et Lana Wachowski. Il joue aussi dans la série télévisée The Hour. C'est en 2014 que sort Lilting ou la Délicatesse, où il interprète le rôle de Richard, jeune gay se liant peu à peu d'amitié avec la mère de son compagnon décédé. Il apparaît en 2015 dans The Lobster, primé au festival de Cannes. Il apparaît également dans Suffragette, Au cœur de l'Océan (où il interprète Herman Melville) et Danish Girl. Cette même année, il tient le rôle principal dans la série London Spy.
En 2023, il remporte aux British Academy Television Awards le prix du meilleur acteur, pour son rôle d'obstétricien débordé dans la série This Is Going to Hurt.

### Vie privée
Ben Whishaw conclut un partenariat civil en août 2012 à Sydney avec son compagnon, le compositeur australien Mark Bradshaw (en) rencontré sur le tournage de Bright Star, dont il signait la bande originale. Le couple se serait séparé en 2022.
Ben Whishaw s'intéresse à la peinture et à la sculpture et est un passionné de photographie. Il apprécie aussi la musique, la danse, les voyages, les chats, et admire l'acteur James Stewart[réf. nécessaire].

## Filmographie

### Cinéma
- 1999 : La Tranchée (The Trench) de William Boyd : Pte. James Dennis
- 1999 : Mauvaise Passe de Michel Blanc : Jay
- 2001 : Baby de W.I.Z. : Joe (court-métrage)
- 2001 : My Brother Tom de Dom Rotheroe : Tom
- 2003 : 77 Beds de Alnoor Dewshi : Ishmael (court-métrage)
- 2004 : Délires d'amour (Enduring Love) de Roger Michell : Spud
- 2004 : Layer Cake de Matthew Vaughn : Sidney
- 2005 : Stoned de Stephen Woolley : Keith Richards
- 2006 : Le Parfum, histoire d'un meurtrier (Das Parfum : Die Geschichte eines Mörders) de Tom Tykwer : Jean-Baptiste Grenouille
- 2007 : I'm Not There de Todd Haynes : Arthur Rimbaud
- 2008 : Retour à Brideshead (Brideshead Revisited) de Julian Jarrold : Sebastian Flyte
- 2009 : Bright Star de Jane Campion : John Keats
- 2009 : L'Enquête de Tom Tykwer : Rene Antall
- 2010 : La Tempête (The Tempest) de Julie Taymor : Ariel
- 2012 : Skyfall de Sam Mendes : Q
- 2012 : Cloud Atlas de Tom Tykwer, Lana et Lilly Wachowski : Robert Frobisher, un mousse, l'employé de la maison de disques, Georgette, un membre de la tribu
- 2013 : Zero Theorem (The Zero Theorem) de Terry Gilliam : Docteur 3
- 2013 : Days and Nights de Christian Camargo : Eric
- 2014 : Paddington de Paul King : l'ours Paddington (voix)[6]
- 2014 : Lilting ou la Délicatesse (Lilting) de Hong Khaou : Richard
- 2015 : Au cœur de l'océan (In the Heart of the Sea) de Ron Howard : Herman Melville
- 2015 : 007 Spectre de Sam Mendes : Q
- 2015 : Les Suffragettes (Suffragette) de Sarah Gavron : Sonny
- 2015 : The Lobster de Yórgos Lánthimos : le boiteux
- 2016 : Danish Girl de Tom Hooper : Henrik
- 2016 : Un hologramme pour le roi (A Hologram for the King) de Tom Tykwer : Dave
- 2017 : Paddington 2 de Paul King : l'ours Paddington (voix)
- 2018 : Le Retour de Mary Poppins (Mary Poppins Returns) de Rob Marshall : Michael Banks
- 2019 : Little Joe de Jessica Hausner : Chris
- 2019 : L'Histoire personnelle de David Copperfield (The Personal History of David Copperfield) d'Armando Iannucci : Uriah Heep
- 2021 : Mourir peut attendre (No Time to Die) de Cary Joji Fukunaga : Q
- 2022 : Women Talking de Sarah Polley : August Epp
- 2023 : Passages d'Ira Sachs : Martin
- 2023 : Bad Behaviour d'Alice Englert : Elon
- 2024 : Limonov, la ballade (Limonov: The Ballad of Eddie) de Kirill Serebrennikov : Édouard Limonov
- 2024 : Paddington au Pérou (Paddington in Peru) de Dougal Wilson : l'ours Paddington (voix)

### Télévision
- 2000 : Other People's Children : Sully
- 2003 : Ready When You Are Mr. McGill (téléfilm) : Bruno
- 2003 : The Booze Cruise (téléfilm) : Daniel
- 2005 : Nathan Barley : Pingu
- 2009 : Criminal Justice : Ben Coulter
- 2011-2012 : The Hour : Freddie Lyon
- 2012 : The Hollow Crown : Richard II
- 2015 : London Spy : Danny
- 2018 : A Very English Scandal : Norman Scott
- 2020 : Fargo : le rabin
- 2022 : This Is Going to Hurt : Adam Kay
- 2024 : Black Doves de Joe Barton : Sam Young

## Théâtre
- 2003 : His Dark Materials de Nicholas Wright, mis en scène par Nicholas Hytner au National Theatre : frère Jasper
- 2004 : Hamlet de William Shakespeare à l'Old Vic Theatre : Hamlet
- 2013 : Peter and Alice de John Logan au Noël Coward Theatre : Peter Llewelyn Davies
- 2013 : Mojo de Jez Butterworth au Harold Pinter Theatre : Baby
- 2015 : Bákkhai à l'Almeida Theatre : Dionysos
- 2016 : The Crucible : John Proctor

## Voix françaises
| - Yoann Sover dans : - Skyfall - Cloud Atlas - Au cœur de l'océan - London Spy (mini-série) - 007 Spectre - The Lobster - A Very English Scandal (mini-série) - The Personal History of David Copperfield - Little Joe - Fargo (série télévisée) - Mourir peut attendre - This Is Going to Hurt (série télévisée) - Jean-Christophe Dollé dans : - Bright Star - Les Suffragettes - Danish Girl - Le Retour de Mary Poppins | - Guillaume Gallienne dans : - Paddington (voix) - Paddington 2 (voix) - Paddington au Pérou (voix) - Damien Witecka dans : - Criminal Justice (série télévisée) - The Hour (série télévisée) Et aussi - Vincent de Bouard dans Brèves de tournage (téléfilm) - Mark Lesser dans Layer Cake - Nicolas Vaude dans Le Parfum - Matthieu Sampeur dans I'm Not There - François Creton dans La Tempête - Eilias Changuel dans Black Doves (mini-série) |

## Distinctions

### Récompenses
- Festival international du film de Sotchi 2001 : meilleur acteur pour My Brother Tom
- Festival du film Love Screens de Vérone 2001 : meilleure contribution artistique pour My Brother Tom
- British Independent Film Awards 2002 : meilleur espoir masculin pour My Brother Tom
- Ian Charleson Awards 2005 : meilleur comédien pour Hamlet
- International Emmy Awards 2009 : meilleur acteur pour Criminal Justice
- Royal Television Society Awards 2009 : meilleur acteur pour Criminal Justice
- Broadcasting Press Guild Awards 2012 : meilleur acteur pour The Hour
- British Academy Television Awards 2013 : meilleur acteur pour The Hollow Crown
- Theatre World Awards 2016 pour The Crucible
- Golden Globes 2019 : Meilleur acteur dans un second rôle dans une série, une mini-série ou un téléfilm pour A Very English Scandal
- Emmy Awards 2019 : Meilleur acteur dans un second rôle pour A Very English Scandal
- British Academy Television Awards 2023 : meilleur acteur pour This Is Going to Hurt

### Nominations
- Laurence Olivier Awards 2005 : meilleur comédien pour Hamlet
- BAFTA 2007 : Rising Star Awards pour Le Parfum
- Online Film & Television Association Awards 2007 : Meilleur acteur pour Le Parfum
- Prix du cinéma européen du meilleur acteur 2007 pour Le Parfum
- Crime Thriller Awards 2008 : meilleur acteur pour Criminal Justice
- British Academy Television Awards 2009 : meilleur acteur pour Criminal Justice
- Broadcasting Press Guild Awards 2012 : meilleur acteur pour The Hour
- Broadcasting Press Guild Awards 2013 : meilleur acteur pour The Hollow Crown
- WhatsOnStage Awards 2013 : meilleur comédien pour Peter and Alice et pour Mojo
- Online Film & Television Association Awards 2014 : pour The Hollow Crown
- British Independent Film Awards 2015 : meilleur acteur dans un second rôle pour The Lobster
- British Academy Television Awards 2016 : meilleur acteur pour London Spy